# Храм Успения Пресвятой Девы Марии (Орхей)

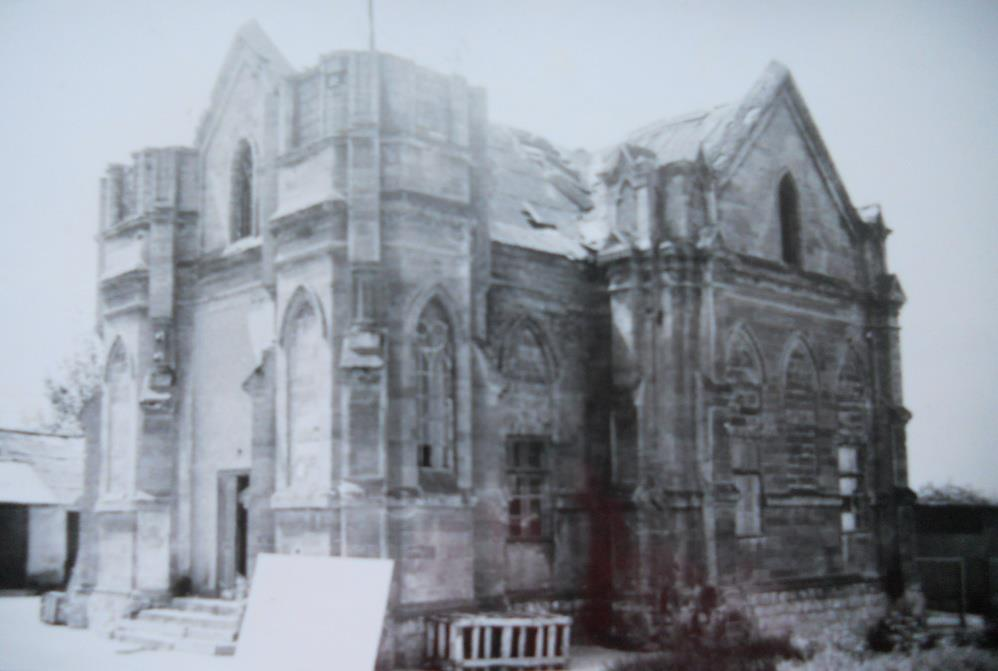
Храм до реставрации, фото советского времени

Храм Успения Пресвятой Девы Марии (рум. Biserica Romano-Catolica Adormirea Maicii Domnului din Orhei) — католический храм в городе Орхей, Молдавия. Входит в состав католической епархии Кишинёва. Находится на улице Vasile Mahu (Василия Маху), 117. Внесён в реестр памятников архитектуры национального значения.

## История
Строительство неоготического храма началось в 1911 году на собственные средства прихожанки польского происхождения из Литвы Чезарины Доливо-Добровольской (Cezarina Doliwo-Dobrowolska, в девичестве — Тома Бочарская (Toma Boczarska)), которая была женой российского отставного офицера, построившего православный храм в своём имении в близлежащей деревне Бравичены. Умерла в 1924 году в возрасте 83 лет, принадлежала к древнему дворянскому роду, была родственницей Петру Столыпину. Строительство завершилось в 1914 году.
Во время Второй мировой войны храм был сильно разрушен. 1 августа 1946 года городские власти закрыли церковь. В советское время в храме находился спортивный зал, принадлежавший городскому управлению физкультуры и спорта. Затем в нём размещались радиостанция и с 1991 года — складское помещение располагавшейся около храма телекоммуникационной компании «Moldteltcom».
В 1989 году городские власти планировали сделать реставрацию храма для дальнейшего запланированного использования его в качестве концертного зала камерной музыки. Однако из-за недостаточного финансового обеспечения реставрация была отложена. В 2001 году храм был передан местной католической общине. Реставрацией занимался католический священник из Германии Клаусом Книффки (Klaus Kniffki), служивший в Молдавии с 1997 года. Реставрация производилась на средства двух правнучек Чезарины Доливо-Добровольской по проекту архитектора из Санкт-Петербурга Евгения Смолина. 15 августа 2008 года состоялось освящение храма, которую совершил епископ Кишинёва Антон Коша.
В настоящее время в церкви служит священник из Индии, член монашеской конгрегации вербисты.
В крипте храма находится захоронение основательницы Чезарины Доливо-Добровольской.